# Ersin (Fluss)
Der Ersin (russisch Эрзин) ist ein rechter Nebenfluss des Tes (Tes-Chem) in der russischen Republik Tuwa in Südsibirien.
Der Ersin entspringt im Gebirgszug Chorumnug-Taiga des Östlichen Tannu-ola-Gebirges im Südosten von Tuwa. Er fließt in überwiegend westlicher Richtung durch den Koschuun Ersin. Er erreicht das Uws-Nuur-Becken und passiert das Verwaltungszentrum Ersin, bevor er schließlich in den Tes-Chem mündet. Der Ersin hat eine Länge von 139 km. Sein Einzugsgebiet umfasst 4390 km². Der mittlere Abfluss beträgt am Pegel Ersin 23 m³/s. 
Die größten Abflüsse erreicht der Ersin im Mai (73 m³/s im Monatsmittel) während des Frühjahrshochwassers.